# يوشيرو مايدا
يوشيرو مايدا (باليابانية: 前田吉朗؛ بالكانا: まえだ よしろう) هو فنان قتال مختلط ياباني، ولد في 31 أكتوبر 1981 في تاكاماتسو في اليابان.

## وصلات خارجية
- يوشيرو مايدا على موقع شيردوغ (الإنجليزية)
- يوشيرو مايدا على موقع IMDb (الإنجليزية)